# Gens Critonia
La gens Critonia era una familia plebeya de la antigua Roma. Se conoce principalmente por un solo personaje, Lucio Critonio, quien fue uno de los primeros ediles cerealis después de la institución de ese oficio por Julio César en 44 a. C. Critonio había pertenecido al partido de César, pero se opuso a tener que pagar para honrar su memoria durante la Cerealia tras el asesinato de César.